# Rosa oxyacantha
Rosa oxyacantha — вид рослин з родини трояндових (Rosaceae); поширений у центральній частині Азії.

## Біоморфологічна характеристика
Кущ заввишки 1–2 метри. Гілочки червоно-коричневі, голі; колючки численні, жовтуваті, прямі, неоднаково довгі та товсті, різко звужуються до розширеної основи. Листки включно з ніжками 4–9 см; прилистки здебільшого прилягають до ніжки, вільні частини ланцетні, край цілий, залозисто запушений, верхівка гостра; остови й ніжки рідко коротко колючі, залозисто запушені; листочків 7–9, довгасті або еліптичні, 1.5–2.5 × 0.8–1.7 см, голі; основа майже округла або широко клиноподібна, край подвійно пилчастий, верхівка гостра або округло-тупа. Квітки поодинокі, рідко 2 або 3, 2.5–3 см у діаметрі. Чашолистків 5, ланцетні. Пелюсток 5, рожеві, зворотно-яйцюваті, основа широко клиноподібна, верхівка виїмчаста. Цинародії яскраво-червоні, довгасті або яйцюваті, 1–1.5 см у діаметрі, голі або мало залозисті; чашолистки стійкі, випростані. Період цвітіння: червень — липень; період плодоношення: липень — вересень.

## Поширення й умови зростання
Поширення включає Китай (Сіньцзян), Монголію, центрально-південний Сибір (Алтай, Красноярськ, Тува), Казахстан. Населяє чагарники; на висотах 1100–1400 метрів.